# Tym
De Tym (Russisch: Тым) is een rivier in de kraj Krasnojarsk en de oblast Tomsk. Het is een rechter zijrivier van de Ob. Ze is 950 km lang en heeft een stroomgebied van 32 300 m². De rivier bevriest in oktober-begin november en ontdooit opnieuw op het einde van april-begin mei. De Tym is 560 km bevaarbaar vanaf haar monding.